# Smart pointer
Un puntatore intelligente o smart pointer è un tipo di dato astratto che simula il comportamento di un puntatore e in più fornisce controlli aggiuntivi per la gestione della memoria automatica e il controllo dei limiti. Ciò ha lo scopo di ridurre gli errori dovuti a un uso errato dei puntatori, ma al tempo stesso mantenere la loro efficienza. I puntatori intelligenti sono diventati popolari con la loro introduzione in C++ in risposta alle critiche riguardanti la mancanza di un sistema di garbage collection. Dall'edizione C++11, i puntatori intelligenti sono std::unique_pointer,  std::shared_pointer e std::weak_pointer.